# Júlio Pinto
Júlio António Baptista de Araújo Pinto (Oliveira de Azeméis, 13 de Junho de 1949 —  Lisboa, 5 de Outubro de 2000) foi um jornalista, humorista e activista político português.
Iniciou a actividade política em finais dos anos 60 do século XX, vindo a aderir ao PCP, de que foi funcionário na clandestinidade. Desertor da guerra colonial, viria a ser preso e enviado para o forte da Trafaria, de onde fugiu durante uma saída precária. Após o 25 de Abril, fez parte do gabinete de Correia Jesuíno (ministro da Comunicação Social) durante os governos provisórios de Vasco Gonçalves.
Em 1976 fez parte da equipa fundadora de O Diário, de onde saiu em 1981 na sequência do processo político-laboral que ficou conhecido como Caso Júlio Pinto, desencadeado por uma crónica de solidariedade com os ex-dirigentes do PRP, Carlos Antunes e Isabel do Carmo que se encontravam presos e em greve de fome. Expulso do PCP nessa altura, manter-se-á independente para o resto da vida, mas não abandona a actividade política. Participa nas campanhas eleitorais de Maria de Lurdes Pintasilgo (para a Presidência da República), de Jorge Sampaio e João Soares (para a Câmara Municipal de Lisboa) e do PSR, em diversas ocasiões.
Colaborou a partir daí em diversas publicações (O Jornal, Expresso, Diário Popular, Combate) e trabalhou em publicidade. Fundador e director do semanário satírico O Inimigo (1993-1994) foi o criador, com o desenhador Nuno Saraiva, da série de banda desenhada Filosofia de Ponta, publicada originalmente no semanário O Independente e posteriormente editada em três álbuns. A Guarda Abília e Arnaldo, o Pós-Cataléptico foram outras criações de grande êxito de Júlio Pinto e Nuno Saraiva. Foi também colaborador da TSF e da revista Ler.